# Moonlighting
Moonlighting (bra: A Gata e o Rato; prt: Modelo e Detective) é uma série de televisão norte-americana transmitida pela ABC entre 3 de março de 1985 e 14 de maio de 1989.
Contando com 5 temporadas, e 67 episódios. a série é protagonizada por Bruce Willis e Cybill Shepherd, que interpretam uma dupla de detetives privados. Sendo uma mistura de comédia, drama e romance, Moonlighting é um dos maiores clássicos das séries de detetives..
Foi criada por Glenn Gordon Caron, que também foi o produtor executivo da série. O tema de abertura foi interpretado pelo cantor de jazz Al Jarreau, e fez relativo sucesso. O programa é conhecido por ter feito de Bruce Willis uma celebridade e por ter reavivado a carreira de Cybill Shepherd. É a série que alavancou a carreira do ator Bruce Willis.
Em Portugal, a série começou por ser transmitida pela RTP2 em 1986 e depois continuou a ser exibida pela RTP1. Em 1990 dava às terças-feiras, em pleno horário nobre, às 21h25, antes do programa de entrevistas "Primeira Página". No Brasil, passou originalmente na Rede Globo.

## Sinopse
A série é sobre uma agência de investigação da ex-modelo Maddie Hayes (Cybill Shepherd). Maddie perde a maior parte de seus ativos financeiros devido ao desfalque de seu contador e entre seus empreendimentos que lhe restaram, esta a "Agência de Investigação Moonlighting" (o nome é uma alusão ao produto que a modelo fez campanha publicitário e ficou famosa, o xampu Moonlighting). Estas empresas não dão lucro e ao fechar a agência, o detetive chefe, David Addison (Bruce Willis), persegue Maddie para lhe convencer que é um erro acabar com a Moonlighting. Depois que ambos solucionam um caso de morte por pedras preciosas roubadas da Alemanha na Segunda Guerra Mundial (filme piloto da série), Maddie se convence que a agência pode ser a saída financeira para ela. Na sequência, cada episódio torna-se uma nova investigação.

## Episódios
| Temporada 01 (1985)     |
| ----------------------- |
| 01 - Piloto             |
| 02 - Duelo Imprevisível |
| 03 - Traição Perigosa   |
| 04 - Trama Na Rádio     |
| 05 - Próxima Parada     |

| Temporada 02 (1985-1986)                 |
| ---------------------------------------- |
| 01 - Em Algum Lugar No Sul Da Filadélfia |
| 02 - A Dama Da Máscara De Ferro          |
| 03 - O Dinheiro Delator                  |
| 04 - A Sequência Dos Sonhos              |
| 05 - Meu David Brincalhão                |
| 06 - Romance Do Passado                  |
| 07 - Em Algum Lugar Sobre Arco Íris      |
| 08 - Retrato De Maddie                   |
| 09 - O Rapto Do Arquivo                  |
| 10 - O Episódio Do Natal                 |
| 11 - A Noiva De Tuppermen                |
| 12 - Agnes A Gata Borralheira            |
| 13 - Deus Que Suspeitamos                |
| 14 - Toda Filha E Uma Santa!             |
| 15 - Testemunha Para A Execução          |
| 16 - Sonhando Em Voz Alta                |
| 17 - Fraudes Em Dor                      |
| 18 - Lá Vem A Noiva                      |

| Temporada 03 (1986-1987)    |
| --------------------------- |
| 01 - Você Se Lembra De Mim  |
| 02 - A Volta De Melissa     |
| 03 - Sinfonia E Pancadaria  |
| 04 - Inimigo Oculto         |
| 05 - Duplamente Inocente    |
| 06 - O Grande Segredo       |
| 07 - A Megera Domada        |
| 08 - Um Serviço Maravilhoso |
| 09 - Encrenca Em Profusão   |
| 10 - Agnes E Pooltregray    |
| 11 - A Loira                |
| 12 - Sam E David            |
| 13 - A Vez Maddie Chorar    |
| 14 - Estou Curioso Maddie   |
| 15 - A Herdeira             |

| Temporada 04 (1987-1988)         |
| -------------------------------- |
| 01 - Uma Viagem À Lua            |
| 02 - Volte Minha Querida         |
| 03 - Não Deixe A Noiva No Altar  |
| 04 - Passagem Em Duas Cidades    |
| 05 - David Mãos Frias Pt1        |
| 06 - David Mãos Frias Pt2        |
| 07 - O Pai O Ultimo A Saber      |
| 08 - As Duas Topistos            |
| 09 - Atração Fatal               |
| 10 - Os Sonhos De Maddie         |
| 11 - Triângulo Não Amoroso       |
| 12 - O Casamento De Maddie Hayes |
| 13 - A Vida Com Você             |
| 14 - E A Carne Se Fez Palavra    |

| Temporada 05 (1988-1989)            |
| ----------------------------------- |
| 01 - A Womb With A View             |
| 02 - Between A Yuk And A Hard Place |
| 03 - The Color Of Maddie            |
| 04 - Plastic Fantastic Lovers       |
| 05 - Shirts And Skins               |
| 06 - Take My Wife, For Example      |
| 07 - I See England...               |
| 08 - Those Lips, Those Lies         |
| 09 - Perfetc                        |
| 10 - When Girls Collide             |
| 11 - In 'N Outlaws                  |
| 12 - Eine Kleine Nacht Murder       |
| 13 - Lunar Eclipse                  |